# مطار الحزم
مطار الحزم (إيكاو: OYZM ) هو مطار محلي يخدم محافظة الجوف شمالي اليمن.